# Antoine Beauvilliers
Pour les articles homonymes, voir Beauvilliers.

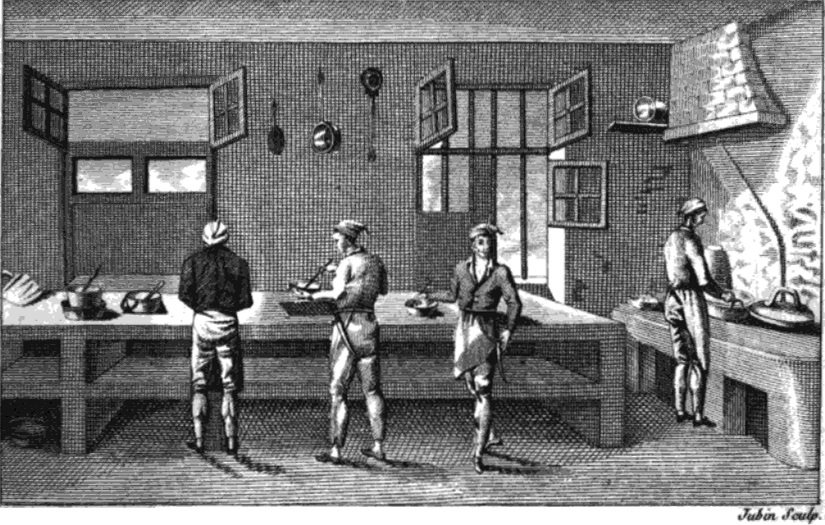
Frontispice de L’Art du cuisinier de Beauvilliers.

Antoine Beauvilliers, né en 1754, et mort à Paris le 31 janvier 1817, est un restaurateur français, célèbre pour avoir ouvert le premier véritable grand restaurant à Paris.
Les renseignements à son sujet sont confus, sinon contradictoires. Outre ceux qu'il donne lui-même dans l'ouvrage qu'il a écrit, d'autres sont donnés par François Mayeur de Saint Paul, dans son livre « Tableau du nouveau Palais Royal » (1788) ; d'autres, enfin, par Jean Anthelme Brillat-Savarin (1825).
Né de parents obscurs, Beauvilliers fut destiné dès l’enfance au métier de cuisinier, et il en suivit tous les degrés. S’étant bientôt fait une réputation très étendue, Beauvilliers ouvrit, à la veille de la Révolution française, au Palais-Royal, sous son propre nom,  un des plus beaux restaurants de la capitale, Le Beauvilliers[réf. souhaitée] et il y acquit quelque fortune. Malgré les troubles de la Révolution, Le Beauvilliers fonctionna toujours remarquablement, car c’était un des lieux de rendez-vous de la réaction.
En effet, Beauvilliers, sans doute considéré comme le premier homme de son siècle dans l’art culinaire, se montra fort opposé aux changements politiques et il essuya, en 1795, des persécutions qui l’obligèrent à quitter son commerce auxquels toutes ses pensées le rappelaient néanmoins. Il lui fut impossible de vivre éloigné de ses fourneaux. Non loin de celui de son premier restaurant, à l'âge de 48 ans, il ouvrit, La Grande Taverne de Londres, 26 rue de Richelieu, il y obtint un grand succès jusqu'à son décès en 1817, le restaurant repris par son adjoint Gauthier et ferma définitivement ses portes en 1825.
Ce fut dans ces jours mouvementés qu’il composa un des meilleurs ouvrages jusqu’alors connus dans l’art culinaire, sous le titre de L’Art du cuisinier,en page de couverture est inscrit "actuellement restaurateur rue de Richelieu 26, à la Grande Taverne de Londres" devenu un classique de la littérature gastronomique française, bientôt traduit en anglais sous le titre de The Art of French Cookery.
Colnet, qui fut son éditeur et qui sans doute avait goûté de sa cuisine, a parlé de sa personne, de son talent et de son livre avec beaucoup d’enthousiasme dans plusieurs articles de journaux.
Il est inhumé au cimetière du Père-Lachaise (26e division).

## Sources
- Antoine de Baecque, La France gastronome : comment le restaurant est entré dans notre histoire, Paris, Payot, 2019 (ISBN 978-2-228-92264-7), chap. 3, p. 85-98.
- Joseph-François Michaud, Louis-Gabriel Michaud, Biographie universelle, ancienne et moderne, t. 3, Paris, Madame C. Desplaces, 1854, p. 436.
- Site des Amis et Passionnés du Père-Lachaise.
- (de) http://www.netzwissen.com/kuechentechnik/beruehmte-koeche.php.
- Biographie sur le site du chef Simon.